# Family Affair (Sly-&-the-Family-Stone-Lied)
Family Affair (englisch für „Familienangelegenheit“) ist ein Lied der US-amerikanischen Funk- und Soulband Sly & the Family Stone aus dem Jahr 1971.

## Entstehung und Veröffentlichung
Getextet, komponiert und produziert wurde der Funk- und Soultitel alleine von Sylvester Stewart (Sly Stone), dem Gründer von Sly & the Family Stone. Bei den Aufnahmen dämpfte der Toningenieur Richard Tilles die Gitarrenparts von Sly Stone, während er das von Billy Preston gespielte Hybrid-Piano und den Drumcomputer so anpasste, dass der Rhythmus wie ein Herzschlag klingt.
Die Erstveröffentlichung von Family Affair erfolgte als Single am 15. Oktober 1971 bei Epic Records. Diese erschien als 7″-Single mit der B-Seite Luv n’ Haight (Katalognummer: 5-10805). Im Folgemonat erschien das Lied als Teil von There’s a Riot Goin’ On (Katalognummer: KE 30 986), dem fünften Studioalbum der Band. Im Jahr 2022 erschien eine verlängerte Version des Liedes, die noch nicht verwendetes Material von den damaligen Aufnahmesitzungen beinhaltet.

## Rezeption
2021 belegte das Lied Rang 57 der 500 besten Songs aller Zeiten des Rolling Stone.

## Chartplatzierungen
Family Affair avancierte zum Nummer-eins-Hit in Kanada und den Vereinigten Staaten.
| ChartsChartplatzierungen       | Höchstplatzierung | Wochen |
| ------------------------------ | ----------------- | ------ |
| Deutschland (GfK)              | 33 (3 Wo.)        | 3      |
| Vereinigte Staaten (Billboard) | 1 (14 Wo.)        | 14     |
| Vereinigtes Königreich (OCC)   | 15 (8 Wo.)        | 8      |

## Coverversionen

### Shabba Ranks feat. Patra & Terri & Monica

#### Entstehung und Veröffentlichung
Im Jahr 1993 veröffentlichte der ein jamaikanische Dancehall-DJ Shabba Ranks eine Coverversion von Family Affair. Unterstützung erhielt Ranks durch die jamaikanische Sängerin Patra und das US-amerikanische Duo Terri & Monica. Die Komposition blieb unverändert, sodass Sly Stone weiterhin alleiniger Urheber des Stücks ist. Für die Produktion zeichnete Salaam Remi verantwortlich. Die Erstveröffentlichung dieser Coverversion erfolgte am 13. Dezember 1993 als Single bei Atlas Records. Diese erschien als CD-Maxi-Single mit vier verschiedenen Versionen des Liedes (Katalognummer: 855 235-2).

#### Chartplatzierungen
| ChartsChartplatzierungen       | Höchstplatzierung | Wochen |
| ------------------------------ | ----------------- | ------ |
| Vereinigte Staaten (Billboard) | 84 (2 Wo.)        | 2      |
| Vereinigtes Königreich (OCC)   | 18 (8 Wo.)        | 8      |

### Weitere Coverversionen
- 1973: MFSB
- 1973: Herbie Mann
- 1991: Try ’n’ B
- 1992: Bunny Wailer
- 1993: Janet Jackson (And on and On)
- 1994: Van Morrison (Lonely Avenue/4 O’Clock in rhe Morning)
- 1994: Iggy Pop
- 1995: Steve Winwood
- 2000: Tyrone Davis
- 2000: The Black Eyed Peas (Weekends)
- 2001: Keb’ Mo’
- 2003: Stefan Gwildis (Wirklich nicht fair)
- 2004: Ghostface Killah feat. Raekwon & Cappadonna
- 2004: Paul Weller
- 2005: John Legend feat. Joss Stone
- 2009: Hinda Hicks
- 2016: Andrew Roachford